# Фёдоров, Сергей (борец)
Сергей Фёдоров (эст. Sergei Fjodorov; 22 сентября 1966, Таллин, Эстонская ССР, СССР) — советский и эстонский борец греко-римского стиля.

## Биография
В молодости одержал победу над Александром Карелиным. В 1982 году стал серебряным призёром молодёжного чемпионата СССР. В июле 1986 года в Минске стал Спартакиаде народов СССР Фёдоров — девятикратный чемпион Эстонской ССР и Эстонии по греко-римской борьбе (1987, 1997 , 1999 , 1989 и 1992 полутяжёлый вес и 1983, 1987, 1989 и 1990 абсолютный вес). После распада СССР выступал за Эстонию. Бронзовый призёр чемпионата Эстонии 1996 года. Участник чемпионатов мира и Европы.

## Спортивные результаты
- Спартакиада народов СССР 1986 —
- Чемпионат мира по борьбе 1995 — 10;
- Чемпионат Европы по борьбе 1996 — 15;
- Чемпионат Европы по борьбе 1997 — 12;
- Чемпионат мира по борьбе 1997 — 19;